# 波鰭褶麗魚
波鰭褶麗魚為輻鰭魚綱鱸形目隆頭魚亞目慈鯛科的其中一種，分布於非洲馬達加斯加淡水流域，體長可達5.5公分，棲息在底層水域，生活習性不明。

## 擴展閱讀
維基物種上的相關：波鰭褶麗魚
1. ↑  Loiselle, P. & participants of the CBSG/ANGAP CAMP "Faune de Madagascar" workshop, Mantasoa, Madagascar 2001. . The IUCN Red List of Threatened Species 2004.   [15 July 2011].